# Șerif

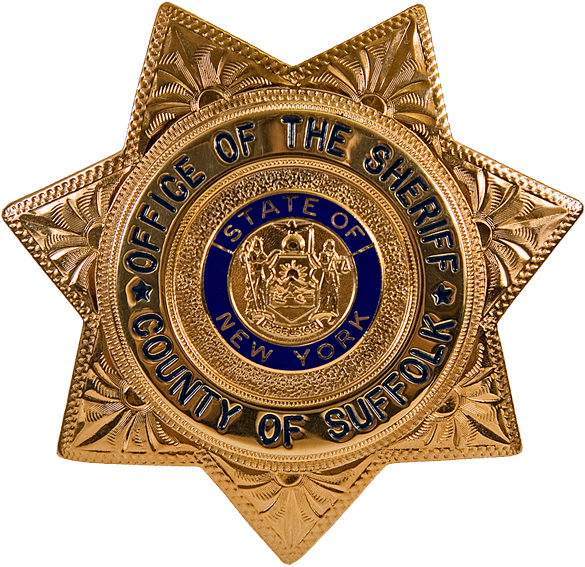
Insigna unui șerif SUA este de obicei o stea spre deosebire de insignele în formă de scut ale altor ofițeri însărcinați cu menținerea ordinii publice

În principiu, un șerif (engleză: sheriff, franceză: shérif) este un funcționar legal responsabil cu aplicarea legii într-un "shire" adică comitat. Cuvântul în engleză "sheriff" este o prescurtare a termenului "shire reeve" - un reprezentat legal al Coroanei anglo-saxone într-un district sau oraș, inițial acesta fiind un Ealdorman sau un earl, un membru al nobilimii anglo-saxone.

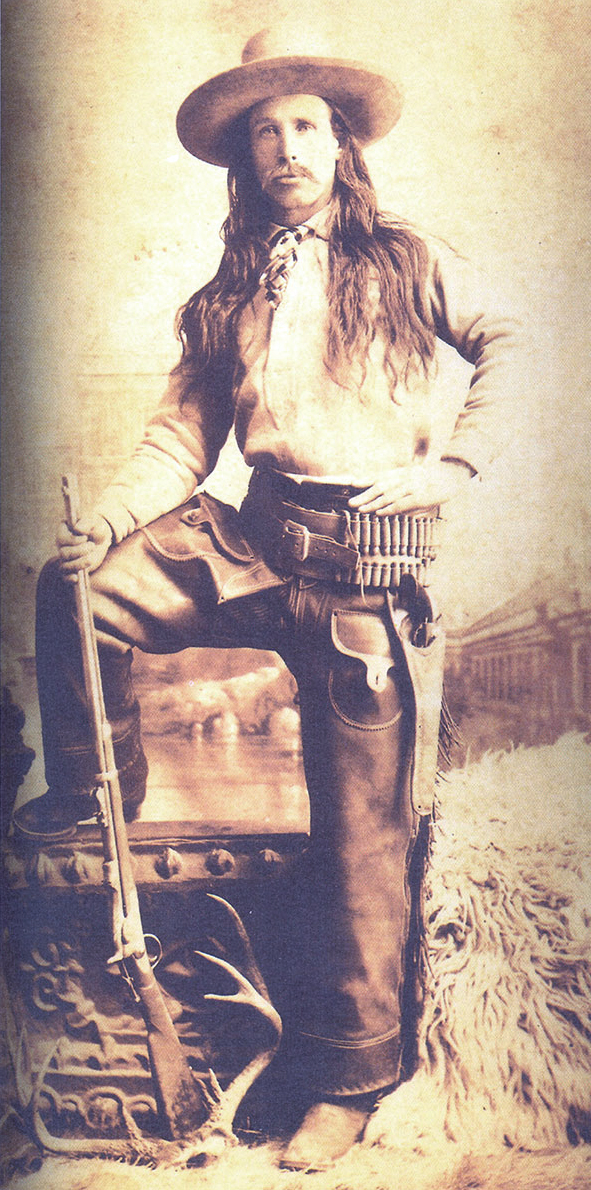
Perry Owens, șerif al unui comitat din Arizona

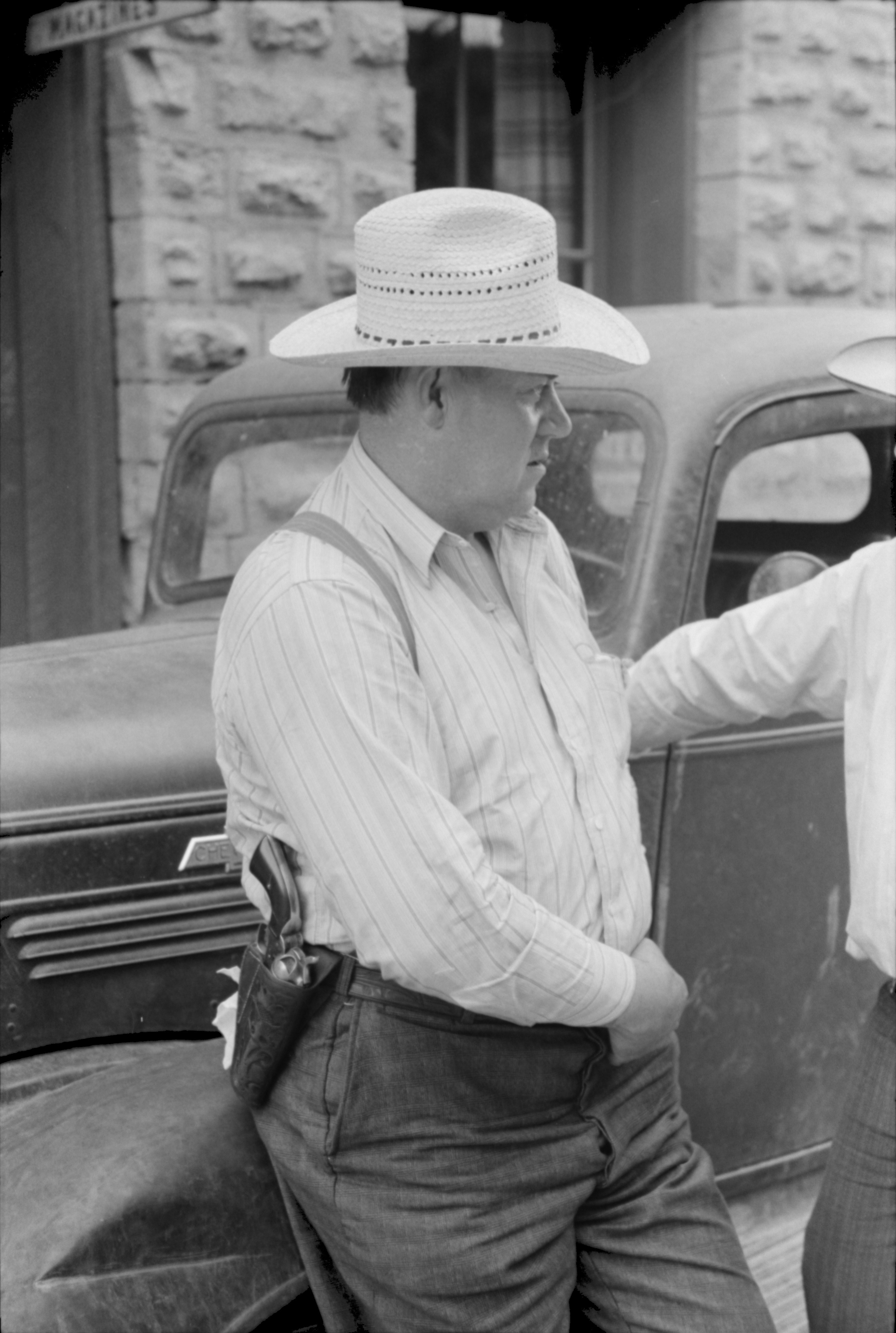
Ajutor de șerif, Mogollon, New Mexico în 1940

În practică, atribuțiunile legale, politice și ceremoniale ale unui șerif variază foarte mult de la o țară la alta.
În Scoția, șerifii sunt judecători.
Un șerif (sau High Sheriff) este un oficial dintr-un județ sau oraș ceremonial din Anglia, Țara Galilor, Irlanda de Nord și India.
În Statele Unite ale Americii, sarcinile unui șerif variază în funcție de state și districte. Un șerif este, în general, un oficial districtual ales. Atribuțiile departamentului șerifului includ, în general, zonele rurale de poliție, menținerea închisorilor districtuale și (în unele state) emiterea mandatelor și trimiterilor în judecată. În SUA, un șerif este, de obicei, ales.
În Republica Irlanda, Australia și Africa de Sud șerifii sunt funcționari juridici similari cu Bailiffs - executori judecătorești.
În Canada, există șerifi în cele mai multe provincii. Șerifii provinciali se ocupă, în general, cu transportul și paza prizonierilor la judecată, pun în practică hotărârile judecătorești și în unele provincii șerifii asigură securitatea sistemului judiciar, protejând funcționarii publici și sprijinind investigațiile serviciilor de poliție locale. În Alberta, șerifii pun în aplicare normele de circulație.
În engleza britanică, biroul politic sau juridic al unui șerif, mandatul unui șerif sau jurisdicția unui șerif sunt denumite shrievalty.

## Listă de șerifi notabili
- Wyatt Earp - (1848 – 1929), acesta a inspirat numeroase filme
- Theodore Roosevelt — al 26-lea președinte SUA, anterior a fost și șerif în Medora, North Dakota.
- Seth Bullock — antreprenor și șerif în Deadwood, South Dakota.
- Daniel Boone — Fayette County, Kentucky
- Grover Cleveland — Erie County, New York, al 22-lea și al 24-lea președinte
- Steven Seagal — Actor, anterior ajutor de șerif în Louisiana.
- Jean de Bailleul (Anglia)
- Peter Cowan (Canada)
- Jean-Cléophas Blouin (Canada)
- Pat Garrett, șerif în Lincoln County și Doña Ana County, New Mexico, cel care l-a ucis pe Billy the Kid[5]
- Bat Masterson (SUA)

## Listă de șerifi fictivi
- Șeriful din Nottingham

Multe filme Western prezintă șerifi care își desfășoară activitatea în orașe de frontieră. Aceștia sunt prezentați fie slabi și corupți fie ca eroi glorioși care curăță orașele lor de toți răufăcătorii. Două filme notabile în acest sens sunt:  Destry Rides din nou  și  Dodge City  fiecare prezentând unul dintre cele două exemple de șerifi de mai sus.
- Șeriful Nancy Adams, interpretat de Camille Mitchell, este șeriful din Lowell County, KS în Smallville; ea a înlocuit-o pe Șeriful Ethan Miller (interpretat de Mitchell Kosterman), arestată pentru tentativa de asasinare a lui Lionel Luthor (John Glover), care o șantaja
- Șeriful Walt Bannerman din serialul The Dead Zone
- Șeriful Bart din filmul de comedie de Mel Brooks Șei în flăcări.
- Șeriful Leigh Brackett din franciza de filme Halloween
- Șeriful Jack Carter din serialul Eureka
- Șeriful Donut din Uimitoarea lume a lui Gumball
- Șeriful Albert Earp, interpretat de Jon Pertwee, în filmul de comedie din 1966 Carry On Cowboy
- Șeriful Liz Forbes, interpretat de Marguerite MacIntyre, este șeriful din Mystic Falls, VA în The Vampire Diaries.
- Șeriful Hildy Granger, interpretat de Suzanne Somers în She's the Sheriff
- Rick Grimes, ajutorul de Șerif din The Walking Dead
- Șeriful Buford T. Justice din filmele Smokey and the Bandit
- Șeriful Don Lamb, interpretat de Michael Muhney, este șeriful din Balboa County, CA în Veronica Mars
- Șeriful Elroy P. Lobo, interpretat de Claude Akins, în B. J. and the Bear și The Misadventures of Sheriff Lobo
- Șeriful Walt Longmire, interpretat de Robert Taylor, este șeriful din Absaroka County, WY în Longmire, bazat pe seria de cărți Walt Longmire Mysteries de Craig Johnson.
- Șeriful Roy Mobey, interpretat de Victor French, în Carter Country
- Șeriful J.W. Pepper din filmul cu James Bond Live and Let Die
- Stilinski, interpretat de Linden Ashby, este șeriful din localitatea fictivă Beacon Hills, CA, în Teen Wolf.
- Șeriful Emma Swan, interpretat de Jennifer Morrison, șeriful din Storybrooke, ME în Once Upon a Time
- Șeriful Andy Taylor of The Andy Griffith Show
- Șeriful Harry S. Truman din Twin Peaks
- Șeriful Woody, voce de Tom Hanks, este șeriful din seria de filme Povestea jucăriilor.
- Șeriful Wyner, interpretat de George Wallace - în filmul Ladykillers